# 利希滕贝格 (奥地利)
利希滕贝格（德語：Lichtenberg）是奥地利上奥地利州乌尔法尔城郊县的一个市镇。总面积18平方公里，总人口2466人，人口密度137.0人/平方公里（2005年）。